# Групова збагачувальна фабрика «Ровеньківська»
Групова збагачувальна фабрика «Ровенькі́вська» — збудована за проєктом інституту «Дніпродіпрошахт». Стала до ладу в 1953 році. Виробнича потужність за проєктом 450 тис. тонн на рік, фактично досягнута — 1500 тис. тонн. Проєктна технологія передбачала збагачення антрациту класу 6—100 мм у мийних жолобах з відвантаженням на споживання збагачених сортів 6—13, 13—25 та 25—100 мм і сухого незбагаченого відсіву (штибу) 0—6 мм. У 1970 році технологічну схему модернізовано з заміною мийних жолобів на відсаджувальну машину та впровадження згодом фільтрувальних центрифуг і стрічкового вакуум-фільтра для зневоднювання грубозернистого шламу. Тонкозернистий шлам відстоюється у зовнішніх відстійниках і сезонно відвантажується на теплові електростанції.
Місцезнаходження: м. Ровеньки, Луганська обл., залізнична станція Ровеньки.